# Mitterrand à Vichy
Pour plus de détails, voir Fiche technique et Distribution.
Mitterrand à Vichy est un téléfilm français réalisé par Serge Moati et diffusé en 2008.

## Synopsis
Ce document revient sur une partie de la vie de François Mitterrand. Son passage à Vichy, capitale de la zone libre et haut lieu du pouvoir, après son évasion d'un camp de prisonniers allemand en 1941. Ce film suit de façon chronologique les événements historiques et montre l'ambition politique du jeune François Mitterrand pendant ces années de guerre. Film au sujet d'un politique qui a été favorable au double jeu et est passé à la Résistance. Ce documentaire est un mélange de reconstitution et des images d'archives et de photographies commentées.

## Fiche technique
- Titre : Mitterrand à Vichy
- Réalisation : Serge Moati
- Scénario : Christophe Barbier, Serge Moati et Hugues Nancy, librement adapté du livre de Pierre Péan, Une jeunesse française – François Mitterrand, 1934-1947 (Fayard, 1994)
- Photographie : Gérard de Battista
- Musique du film : Cyril Morin
- Montage : Marielle Issartel
- Genre : docufiction
- Durée : 85 minutes
- Dates de diffusion : le 22 avril 2008, sur France 2

## Distribution
- Mathieu Bisson : François Mitterrand
- Elsa Mollien : Clo
- Philippe Jeancoux : Gabriel Jeantet
- Arnaud Giovaninetti : Antoine Mauduit
- Alexis Loret : Jean Védrine
- Bruno Debrandt : Henri Frenay
- Charles Petit : Jean Roussel
- Christophe Luiz : Maurice Barrois
- Annick Le Goff : Berty Albrecht
- Fred Bianconi : André Masson
- Maurice Mons : maréchal Pétain
- Olivier Lefevre : Charles de Gaulle
- Thierry Hancisse : commissaire Pinot
- Myriam Moraly : Irène Dayan
- Yan Duffas : Georges Dayan
- Jérémie Covillault : Pelat
- Éric Laugérias : Jacques Favre
- Judith Davis : Danielle Gouze
- Sophie Millon : Mme Gouze
- Dimitri Rataud : Caillau
- Nicolas Clauzel : Paul Racine
- Manuel Blanc : Jean-Paul Martin
- Yves Vacher : un résistant
- Fabrice Roumier : Simon Arbellot
- Airy Routier : le chef milicien
- Jean-Michel Coulon : le policier à la gare
- Fabrice Dubusset : un communiste
- Sébastien Saint-Martin : M. Anselme
- Bernard Verley : le père de François Mitterrand
- Pierre Arditi : récitant (voix)